# Rispengraszünsler
|  | Dieser Artikel wurde aufgrund von formalen oder inhaltlichen Mängeln in der Qualitätssicherung Biologie zur Verbesserung eingetragen. Dies geschieht, um die Qualität der Biologie-Artikel auf ein akzeptables Niveau zu bringen. Bitte hilf mit, diesen Artikel zu verbessern! Artikel, die nicht signifikant verbessert werden, können gegebenenfalls gelöscht werden. Lies dazu auch die näheren Informationen in den Mindestanforderungen an Biologie-Artikel. |

Der Rispengraszünsler (Chrysoteuchia culmella) ist ein in Mitteleuropa heimischer und sehr häufiger Kleinschmetterling aus der Familie der Crambidae.

## Merkmale
Die Falter erreichen eine Flügelspannweite von 18–24 mm. Sie besitzen ein Muster aus dunklen Längsstrichen unterschiedlicher Länge. Im submarginalen Bereich der Vorderflügel befindet sich eine deutlich gezeichnete metallisch-gold glänzende Querlinie, die einen annähernd rechten Winkel bildet.

## Verbreitung
Der Rispengraszünsler kommt in fast ganz Europa vor. Die Art kommt im Grasland, häufig in Waldrandnähe, aber auch auf moosreichen Wiesen und Ruderalflächen vor und ist weit verbreitet.

## Lebensweise
Die Schmetterlingsart bildet eine Generation im Jahr, deren Falter von Anfang Juni bis August fliegen. Die Falter sind dämmerungs- und nachtaktiv und werden von künstlichen Lichtquellen angezogen. Die Raupen fressen im Herbst an den Wurzeln von Rispengräsern (Poa). Anschließend weben sie in Bodennähe eine Gespinströhre, in der sie überwintern. Im Frühjahr verpuppen sich die Raupen.